# NGC 2494
NGC 2494 = IC 487 ist eine linsenförmige Galaxie vom Hubble-Typ SB0-a im Sternbild Einhorn südlich des Himmelsäquators. Sie ist schätzungsweise 152 Millionen Lichtjahre von der Milchstraße entfernt.
Das Objekt wurde am 6. Februar 1864 vom deutschen Astronomen Albert Marth entdeckt.